# Walter Laufer
Walter Laufer  (ur. 5 lipca 1906 w Cincinnati, zm. 1 września 1984 w Midland), amerykański pływak. Dwukrotny medalista olimpijski z Amsterdamu.
Specjalizował się w stylu dowolnym i grzbietowym. Zawody w 1928 były jego jedynymi igrzyskami olimpijskimi. Zajął  drugie na dystansie 100 metrów grzbietem, był również członkiem zwycięskiej sztafety amerykańskiej (razem z nim płynęli: Austin Clapp, George Kojac i Johnny Weissmuller). Zajął piąte miejsce w wyścigu na 100 m kraulem. Był wielokrotnym mistrzem kraju i rekordzistą świata.
W 1973 został przyjęty do International Swimming Hall of Fame.